# La Fabuloserie
La Fabuloserie ist ein Museum für Outsider Art in Dicy in der französischen Gemeinde Charny Orée de Puisaye im Département Yonne in der Region Bourgogne-Franche-Comté, das seit 1983 für die Öffentlichkeit zugänglich ist. Es wurde von Alain Bourbonnais und Caroline Bourbonnais für die Unterbringung ihrer Kunstsammlung entworfen.

## Geschichte

Caroline Bourbonnais mit Laurent Danchin

Dem Museum vorausgegangen war das 1972 von Architekt und Designer Alain Bourbonnais (1925–1988) und seiner Frau Caroline (1924–2014) in der Rue Jacob in Paris eröffnete Atelier Jacob, Kunstgalerie «Hors-les-Normes» („Außerhalb der Normen“) mit einer Eröffnungsausstellung aus Leihgaben von Jean Dubuffet. In Folge stellte Alain Bourbonnais dort Werke unbekannter oder wenig bekannter französischer Autodidakten aus, die er in den 1950er und 1960er Jahren zu sammeln begonnen hatte. 1978 war er zusammen mit Michel Ragon einer der Kuratoren der Ausstellung „Les singuliers de l'Art: des inspirés aux habitants paysagistes“ im Musée d’art moderne de la Ville de Paris, in der über 300 Werke aus Bourbonnais Sammlung gezeigt wurden. Er gestaltete auch das Cover des Ausstellungskatalogs. 1979 nahm das Atelier Jacob an der internationalen Outsider-Kunstausstellung in der Hayward Gallery in London teil. 1982 schloss das Atelier.
Das Ehepaar Bourbonnais brachte alle Kunstwerke in ihr etwa 100 Kilometer südöstlich von Paris gelegenes Landhaus in Dicy, wo Alain Bourbonnais auch sein eigenes Atelier hatte. 1983 öffneten sie das Haus als Kunstmuseum La Fabuloserie für die Öffentlichkeit. Nach dem Tod von Alain Bourbonnais im Jahr 1988 führte seine Frau das Museum weiter. 1989 wurde die „Manège de Petit Pierre“ im Park von La Fabuloserie eingeweiht. 2014 starb Caroline Bourbonnais und die Töchter Agnès und Sophie Bourbonnais übernahmen die Leitung des Museums. Im Sommer 2016 eröffnete La Fabuloserie eine weitere Galerie in der Rue Jacob Nr. 52 in Paris.

## Das Museum
Das Museum enthält eine Kunstsammlung mit über 1000 Gemälden, Drucken, Collagen, Installationen und Objekten von über einhundert Künstlerinnen und Künstlern mit nicht-professionellem oder autodidaktischem Hintergrund, die sich der Art brut zurechnen lassen, darunter seit 2013 ein von Giovanni Battista Podestà (1895–1976) gestaltetes Esszimmer. Außerdem befinden sich dort auch Werke von Alain Bourbonnais selbst, wie etwa die „Turbulents“, ein Ensemble großer, grotesker an den Karneval erinnernde Figuren.

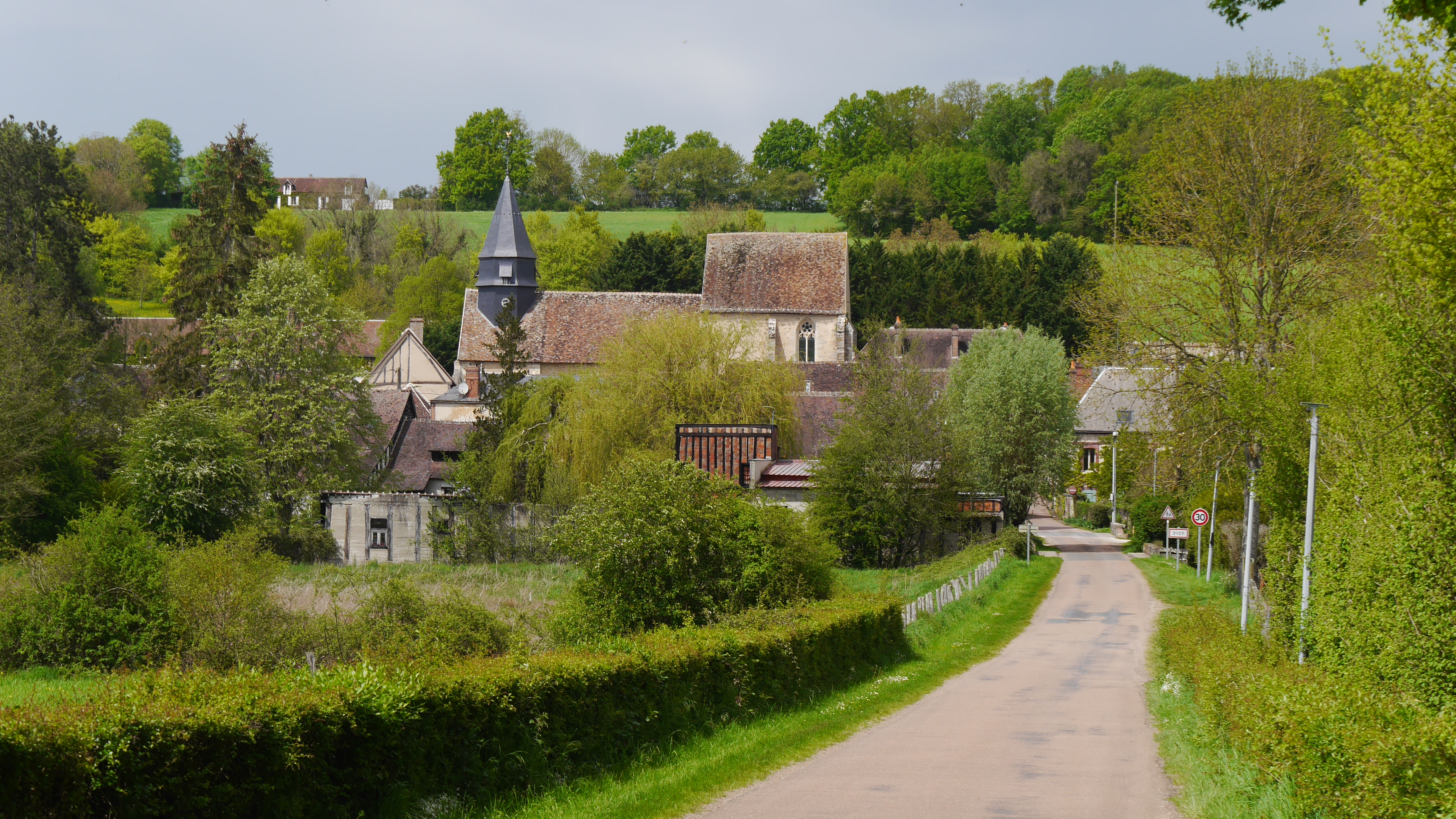
Links „La Fabuloserie“ in Dicy, dahinter die Kirche
Außenbereich
Atelier von Alain Bourbonnais
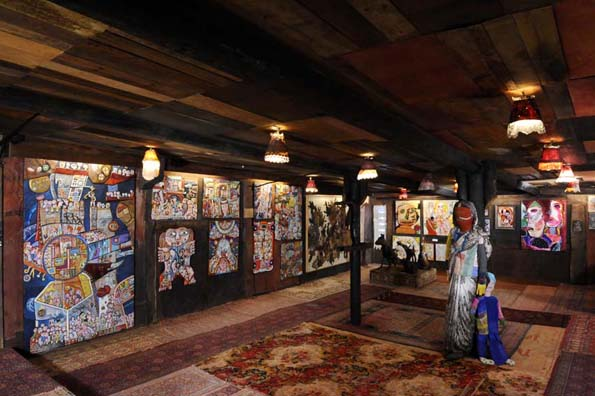
Ausstellungsraum
Alain Bourbonnais inmitten der „Turbulents“

Pierre Avezard („Petit Pierre“)
„Manège de Petit Pierre“
„Le Manège de Petit Pierre - Le Carrousel“

Im Park des Museums befinden sich neben Skulpturen und Installationen auch Werke, die aus von der Zerstörung bedrohten Kunstumgebungen stammen oder die durch Witterungseinflüsse und Vandalismus verfielen. Dazu gehören Le Manège des „Petit Pierre“ genannten Künstlers Pierre Avezard (1909–1992), die Girouettes (Kreisel) von Jean Bertholle (1910–2002) sowie Skulpturen von Camille Vidal (1894–1977), François Portrat (1884–1976), Charles Pecqueur (1908–1990), Jules Damloup (1898–1985), Jean-Pierre Schetz (1921–1986) und Alpo Koivumäki (1939–2023).
In den 1980er/1990er Jahren wurden Jean Bertholles Girouettes zum Museum gebracht, wo sie auf einer kleinen Insel im Teich aufgestellt wurden. Le Manège ist eine Installation mit Figuren und Geräten aus Altmetall, darunter Flugzeuge, Autos und Fahrräder aus Altmetall, die in eine rotierende kinetische Maschine integriert sind. Pierre Avezard arbeitete ab 1937 daran und machte das Karussell 1955 der Öffentlichkeit zugänglich. Als er sich ab 1985 nicht mehr um die Instandhaltung und Pflege kümmern konnte, bauten Freiwillige das Werk Ende der 1980er Jahre in Fay-aux-Loges sorgfältig ab und auf dem Museumsgelände in Dicy wieder auf.

## Kunstschaffende in der ständigen Sammlung (Auswahl)
- Miguel Amate
- Paul Amar[6]
- Renaud d’Ampel
- Denise Aubertin
- Pierre Avezard („Petit Pierre“)
- François Baloffi
- Gala Barbisan
- Jacqueline Barthes
- Antonio Berni
- Jean Bertholle[7]
- Thomas Boixo
- Jean Bordes
- Alain Bourbonnais
- Guy Buigues
- Michèle Burles[8]
- Pierre Carbonel
- Ignacio Carles-Tolrà
- Simone Le Carré-Galimard
- Nek Chand
- Mario Chichorro
- Myriam Chouraqui
- Aloïse Corbaz
- Michel Dalmaso
- Jules Damloup
- Philippe Dereux
- Yanko Domsic
- Paul Duhem
- Reinaldo Eckenberger
- Noel Fillaudeau
- Sylvette Galmiche
- Albert Geisel[9]
- Alain Genty
- René Guivarch[10]
- Roger Hardy
- Jeanne Hauville
- Danielle Jacqui
- Alfred Antonin Juritzky („Juva“)
- Alpo Koivumäki
- Alain Lacoste
- Marcel Landreau
- Solange Lantier
- Eugenia Loli
- Marie-Rose Lortet
- Philippe Mahaut
- Jaber al Mahjoub
- Francis Marshall
- Fernand Michel
- François Monchâtre[11]
- Edmond Morel[12]
- Myriam Chouraqui[13]
- Michel Nedjar
- Joël Négri
- Nek Chand
- Charles Pecqueur
- Marilena Pelosi
- Jano Pesset
- Giovanni Battista Podestà
- François Portrat
- Émile Ratier
- Raymond Reynaud
- Franz Ringel
- André Robillard
- Jean Rosset
- Albert Sallé
- Jean-Pierre Schetz
- Abel Secuteur (Abel)[14]
- Gérard Sendrey
- Gaston Teuscher

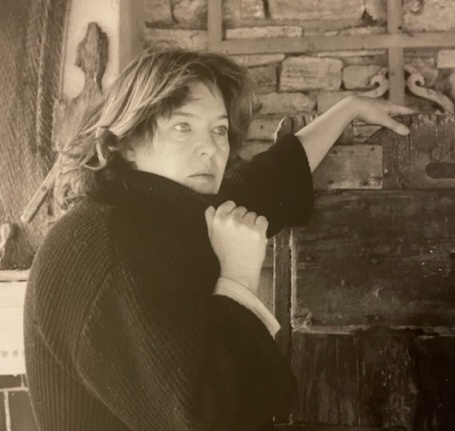
Lena Vandrey
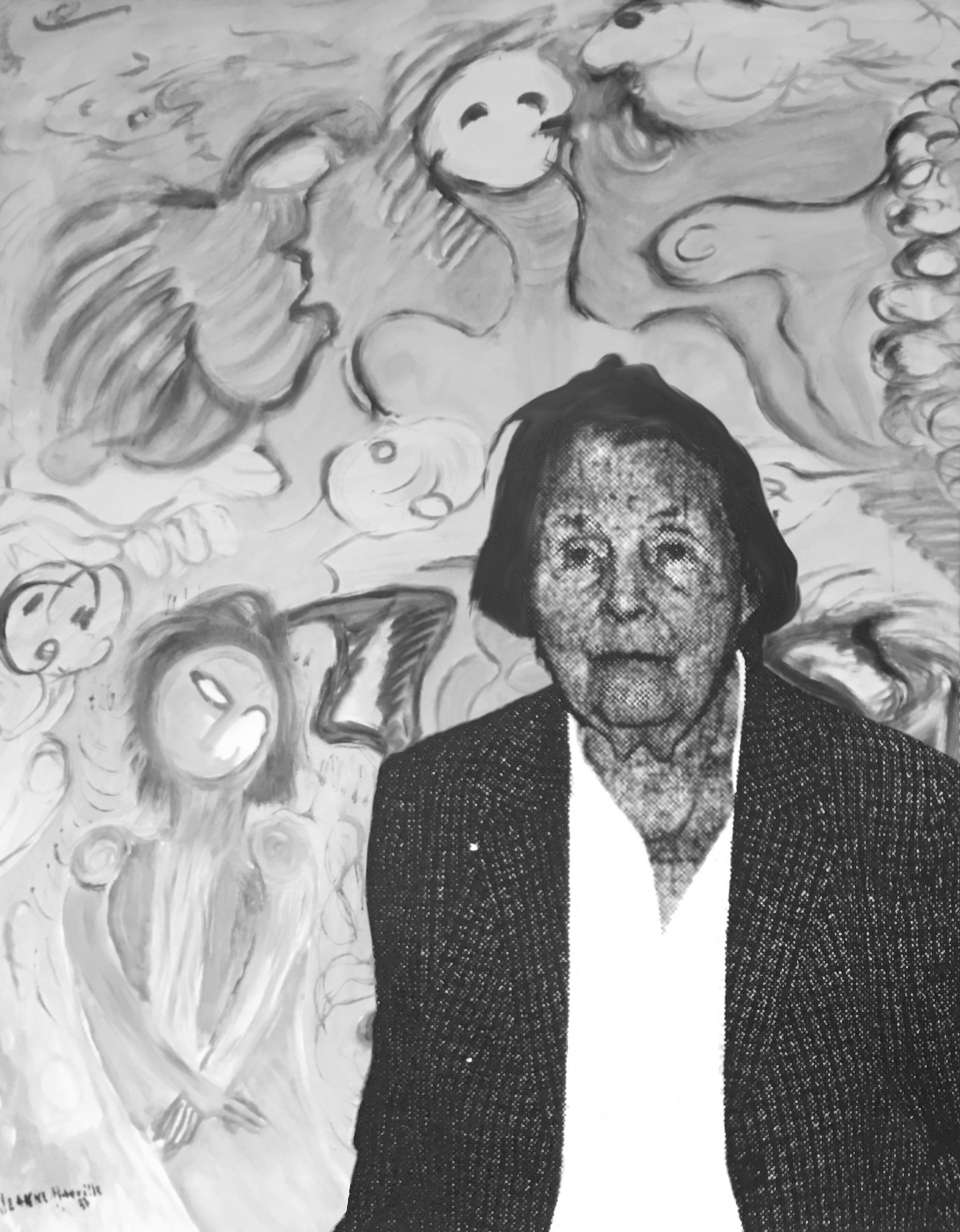
Jeanne Hauville
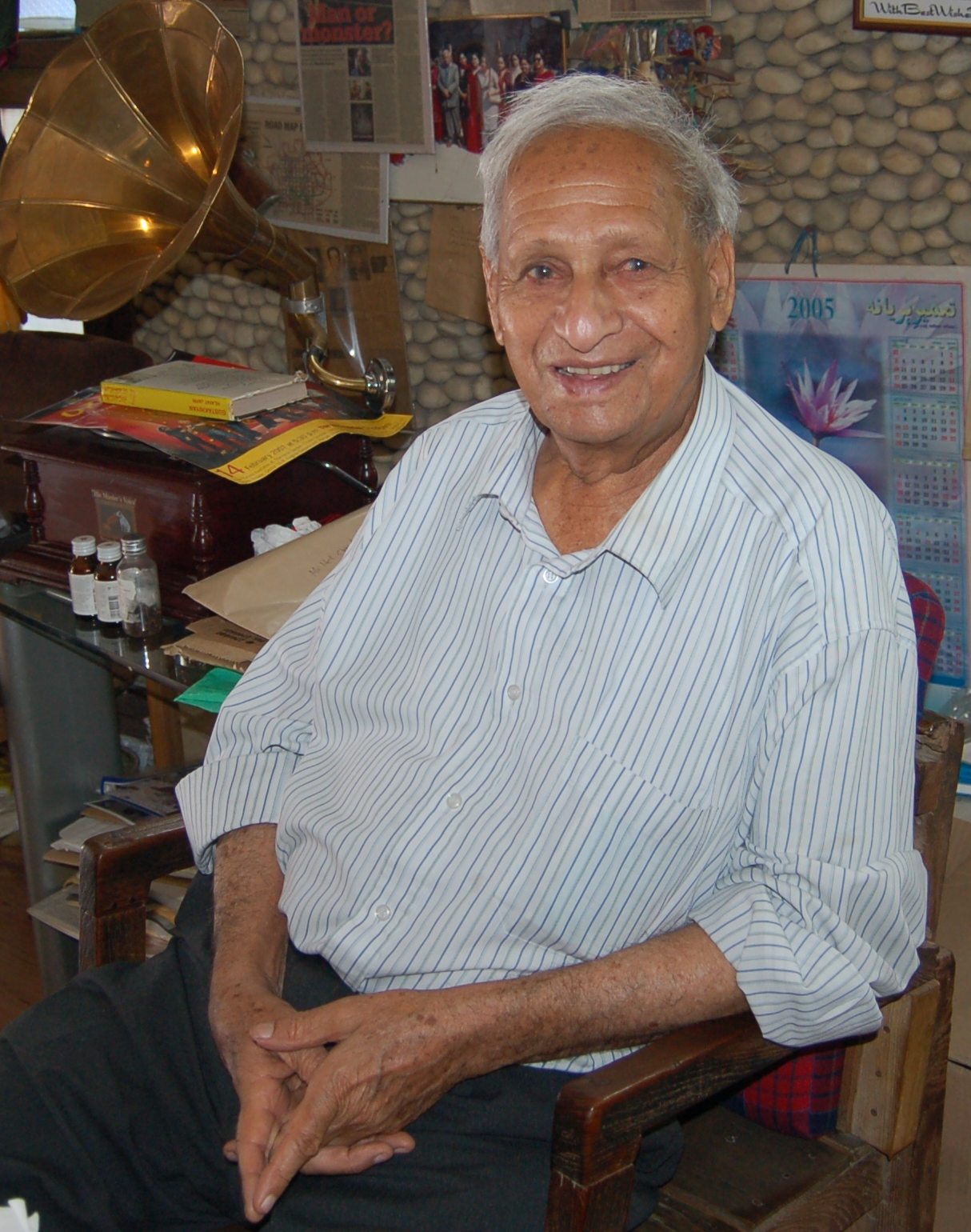
Nek Chand
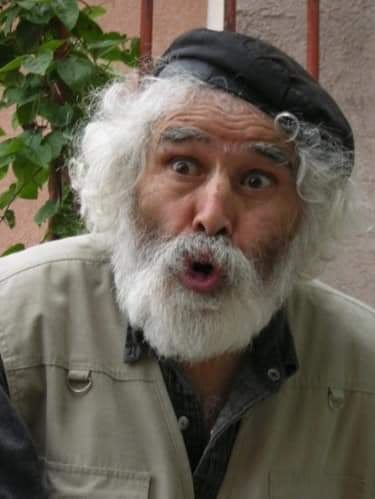
Jaber al Mahjoub
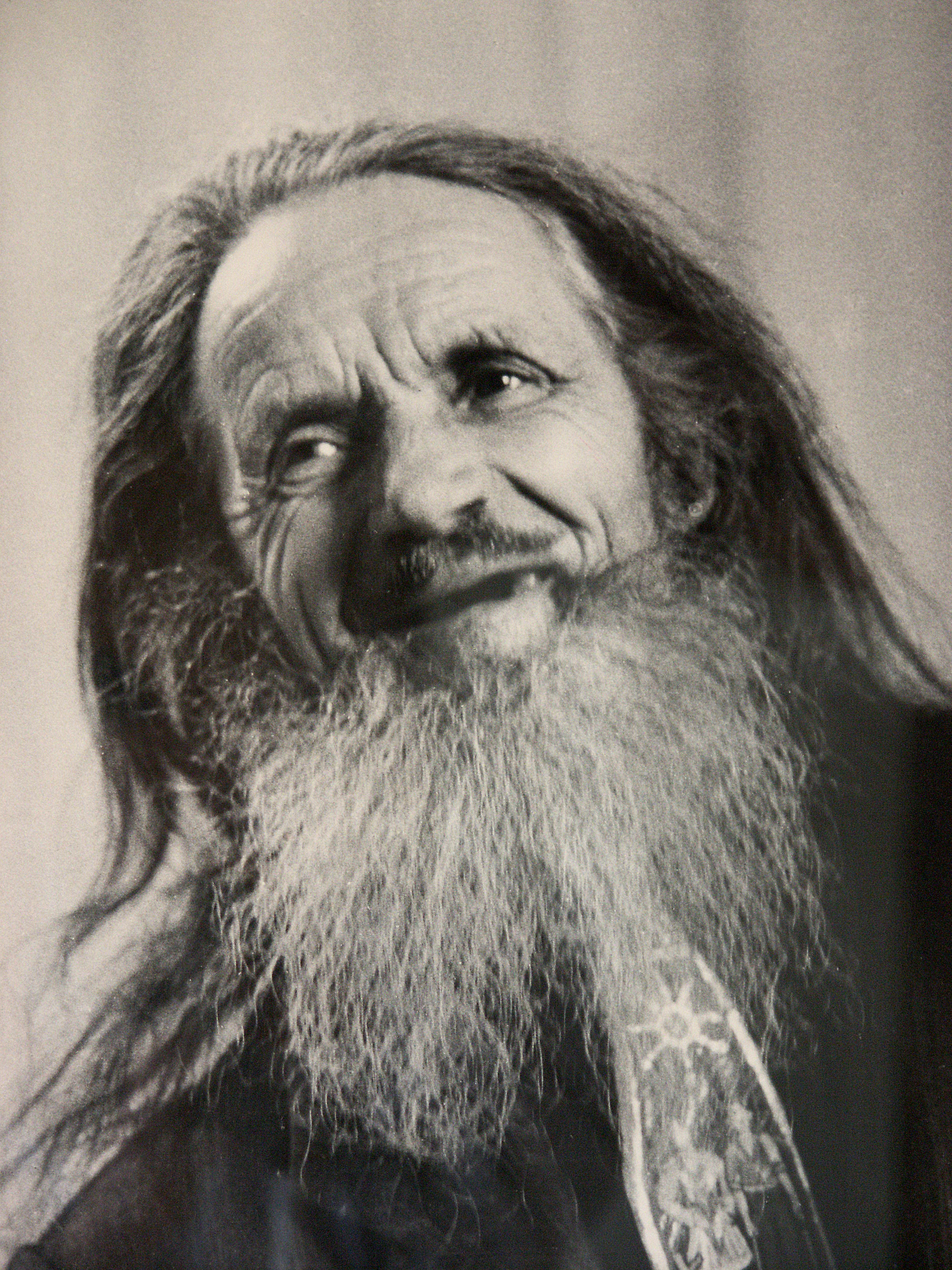
Giovanni Battista Podestà
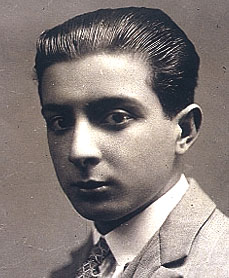
Antonio Berni

- Robert Vassalo
- Camille Vidal
- Pascal Verbena
- Jephan de Villiers.[15][16]

- Lena Vandrey
- Jeanne Hauville
- Nek Chand
- Jaber al Mahjoub
- Giovanni Battista Podestà
- Antonio Berni

## Ausstellungen (Auswahl)
- 2023: La Fabuloserie à la Halle Saint Pierre. Halle Saint Pierre, Paris[17][18]
- 2015: Des jardins imaginaires au jardin habité: des créateurs au fil des saisons. Hommage an Caroline Bourbonnais, La Fabuloserie, Charny Orée de Puisaye
- 2013/2014: Un autre regard. Musée Singer Polignac, Paris, Ausstellung von La Fabuloserie
- 2012: Le fabuleux destin des Bourbonnais. La collection de La Fabuloserie. Art et Marges Musée, Brüssel
- 2002: Alain Bourbonnais, un homme, une passion, une collection. Musée-Abbaye Saint-Germain. Musée d’Art et d’Histoire d’Auxerre in der ehemaligen Abtei Saint-Germain d’Auxerre, Auxerre, unter der Leitung von La Fabuloserie
- 2000/2001: La Fabuloserie, Musée des diables et des anges. Museum Bochum
- 1995: Art brut et Cie: la face cachée de l’art contemporain. Halle Saint Pierre, Paris, Teilnahme von La Fabuloserie
- 1986: Les Indomptés de l’art. Palais Granvelle, Besançon, Teilnahme von La Fabuloserie[1][15][19]